# Mirella Maravidi
Mirella Maravidi, née Mirella Machnich ou Macnich en 1942 à Rome, est une actrice italienne qui s'est produite au cinéma italien dans les années 1960. Elle a joué dans les romans-photo et dans le cinéma, avec son vrai nom, ou avec les pseudo de Mirella Maravidi ou Mirella Roxy.

## Biographie
Mirella est née à Rome en 1942 d'un père triestin et d'une mère argentine. Elle émigre en Argentine avec sa famille en 1947. Elle participe au concours Miss Argentine de 1958 et arrive troisième ; elle est nommée Miss Simpatia.
Elle retourne en Italie en 1962. Elle est engagée comme danseuse dans une revue de Michele Galdieri, Gioia au théâtre Alfieri avec Carlo Dapporto en 1963.
Elle apparaît en photo en bikini dans deux parutions de la Stampa Sera, le 15 octobre 1965 et le 19 mars 1966.
Elle aura fait la couverture de quelques hebdomadaires italiens : Le Ore (11 avril 1963, numéro 14 et 31 décembre 1964, numéro 52) ; TV Sorrisi e Canzoni (22 janvier 1967, numéro 4) ; Cronaca (26 août 1967, numéro 34).

## Filmographie
Sauf indication contraire, les informations mentionnées dans cette section peuvent être confirmées par la base de données cinématographiques IMDb,  présente dans la section « Liens externes ».
- 1961 : Rebelde con causa (es) d'Antonio Cunill jr (sous le pseudo de Mirella Roxi)
- 1963 : Tutto è musica de Domenico Modugno (sous son vrai nom, Mirella Macnich)
- 1963 : Le Bourreau de Venise (Il boia di Venezia) de Luigi Capuano : Esmeralda (sous le pseudo de Mirella Roxy)[réf. nécessaire]
- 1964 : Le Serment de Zorro (El Zorro cabalga otra vez) de Ricardo Blasco : Alicia
- 1965 : La Célestine (La Celestina P... R...) de Carlo Lizzani : Anna
- 1965 : Meurtre à l'italienne (Io uccido, tu uccidi) de Gianni Puccini, segment Il Plenilunio
- 1965 : Le Cimetière des morts-vivants (5 tombe per un medium) de Massimo Pupillo : Corinne Hauff (sous le pseudo de Marilyn Mitchell)
- 1965 : Play-boy party (L'ombrellone) de Dino Risi : la fille qui paie Enrico d'un baiser pour son méfait
- 1965 : Veneri al sole de Marino Girolami, segment Come conquistare le donne : l'amante de Shakespeare
- 1966 : Deux loufoques attaquent la Banque d'Italie (Come svaligiammo la banca d'Italia) de Lucio Fulci : Rosalina
- 1967 : La Belle et le Serpent (Three Bites of the Apple) d'Alvin Ganzer : Francesca Bianchini
- 1967 : Tue et fais ta prière (Requiescant) de Carlo Lizzani : Edith Ferguson
- 1967 : Top Crack (it) de Mario Russo : Agatha